# Наташа (атомная бомба)

8У49 «Наташа» (где 8У49 — индекс УВ ВВС) — советская тактическая атомная бомба, разработанная НИИ-1011 (г. Снежинск), принятая на вооружение фронтовой и дальней авиации ВВС СССР в 1960-х годах и предназначенная для бомбометания на сверхзвуковых скоростях полёта самолёта-носителя (до 3000 км/ч). Первоначально носителем 8У49 являлся малосерийный сверхзвуковой фронтовой бомбардировщик Як-26, но впоследствии список носителей был существенно расширен.
Конструкция корпуса бомбы выполнена по аэродинамической схеме бесхвостки, с Х-образным оперением типа «свободное перо». Мощность заряда составляла 40 кт, а масса — 450 кг. Длина бомбы 3365 мм, максимальный диаметр 580 мм. Бомбометание возможно с высот в диапазоне 0,5-30 км при выполнении как горизонтального полёта, так и сложного маневрирования.

## Где увидеть
Корпус атомной бомбы 8У49 экспонируется в музее РФЯЦ-ВНИИТФ в г. Снежинск.